# Siebenlehn
Siebenlehn est une ancienne ville en Saxe, Allemagne qui est incorporée dans la commune de Großschirma depuis 2003.
Siebenlehn est situé environ 3 km au sud de Nossen, sur la route d'état B101 et l'autoroute A4.
Un village s'est formé au milieu du XIIe siècle, et la future ville est construite ensuite en rapport avec l'industrie minière, qui a été documentée pour la première fois en 1346. En 1370 Siebenlehn obtient les droits de ville et du marché.
Les métiers principaux étaient les boulangers blancs et les bouchers, et depuis le XVIIe siècle la cordonnerie gagnait d'importance notamment pour l'export. La ville était aussi un centre du commerce de la cire.
En 1913 le village de Breitenbach est incorporé, et en 1994 l'ancienne commune d'Obergruna rejoint Siebenlehn. En 1998 Siebenlehn entre dans une coopération administrative avec la commune voisine de Reinsberg.
En raison de dettes élevées, la coopération administrative avec Reinsberg est terminée en 2003, et la ville et son district Obergruna sont incorporés à la commune de Großschirma le 1er septembre$5 2003, qui est ainsi accordé les droits municipaux.